# Миэль
МИЭЛЬ — одна из крупнейших российских компаний на рынке недвижимости, основана 17 октября 1990 года. Штаб-квартира расположена в Москве. Полное наименование — Группа компаний МИЭЛЬ.

## Собственники и руководство
Ключевые фигуры: Григорий Куликов (экс-владелец, основатель), Оксана Вражнова, Председатель Правления группы компаний МИЭЛЬ.

## Деятельность
Основные направления деятельности на рынке недвижимости — брокеридж, консалтинг, управление активами, девелопмент и развитие франчайзинговой сети офисов.
Количество сотрудников в 2022 году — 3000 человек.

### Показатели деятельности
Количество офисов в Москве, Подмосковье, регионах России и Европе — более 100.
Общий портфель проектов МИЭЛЬ составляет около 2 млн м². Среди крупнейших проектов, в которых группа компаний принимала активное участие — ЖК «Гранд Паркъ», «Приват-Сквер», «Академический», «Фьюжн Парк», микрорайоны «Волжский», «Юбилейный», «Красная горка» и др.

### Награды
МИЭЛЬ входит в рейтинг 25 самых выгодных франшиз по версии Forbes (2015, 2016 гг.).
Ежегодно с 2013 года входит в рейтинг ТОП-100 лучших франшиз по версии БИБОСС.
Топ-менеджмент компании начиная с 2002 года ежегодно становится лауреатом рейтинга профессиональной репутации «Top-1000 российских менеджеров», проводимого Ассоциацией менеджеров России совместно с газетой «Коммерсант».

### Уголовное дело о хищении средств инвесторов
12 апреля 2012 года было возбуждено уголовное дело о хищении средств инвесторов элитного жилого комплекса «Барвиха Вилладж» на Рублевском шоссе.
По версии следствия, ряд руководителей компании «Миэль», «имея умысел, направленный на хищение денежных средств, принадлежащих инвесторам, под видом осуществления деятельности по реализации объектов недвижимости (жилых сблокированных домов), не имея намерения и фактической возможности выполнять обязательства и введя в заблуждение инвесторов относительно реального положения вещей, заключили с инвесторами договоры инвестирования». Перечисленные по этим договорам средства были частично похищены. По данным следствия, ущерб составляет около $50 млн.
После возбуждения дела полиция провела масштабные обыски в многочисленных офисах холдинга «Миэль», а также в квартирах и домах топ-менеджеров компании и её главного владельца Григория Куликова. Правда, сам он накануне проведения следственных действий срочно вместе с семьей выехал в Латвию, где в основном сейчас и проживает.
Обманутые инвесторы считают, что полиция намеренно скрывает информацию о расследовании. «Несмотря на то, что дело после объявления в розыск Орбанта сдвинулось, ходом расследования мы не удовлетворены», — заявил «Коммерсанту» один из потерпевших Борис Андреев. По его словам, у обманутых инвесторов "есть уверенность, что следствие намеренно затягивается и специально ведется в таком ключе, чтобы освободить от уголовной ответственности владельца «Миэль» Григория Куликова.
Представитель компании «Миэль» заявил газете, «что до судебного приговора говорить о том, что в действиях Савелия Орбанта содержатся признаки какого-либо преступления, неверно». В компании по-прежнему надеются, что ситуация после того, как следствие во всем разберется, «будет снова носить не уголовный, а гражданско-правовой характер».